# Liste des personnes emprisonnées pour avoir contribué à Wikipédia
La liste des personnes emprisonnées pour avoir contribué à Wikipédia recense les contributeurs de Wikipédia qui ont été emprisonnés par leurs gouvernements pour avoir contribué à l'encyclopédie.

## Arabie saoudite

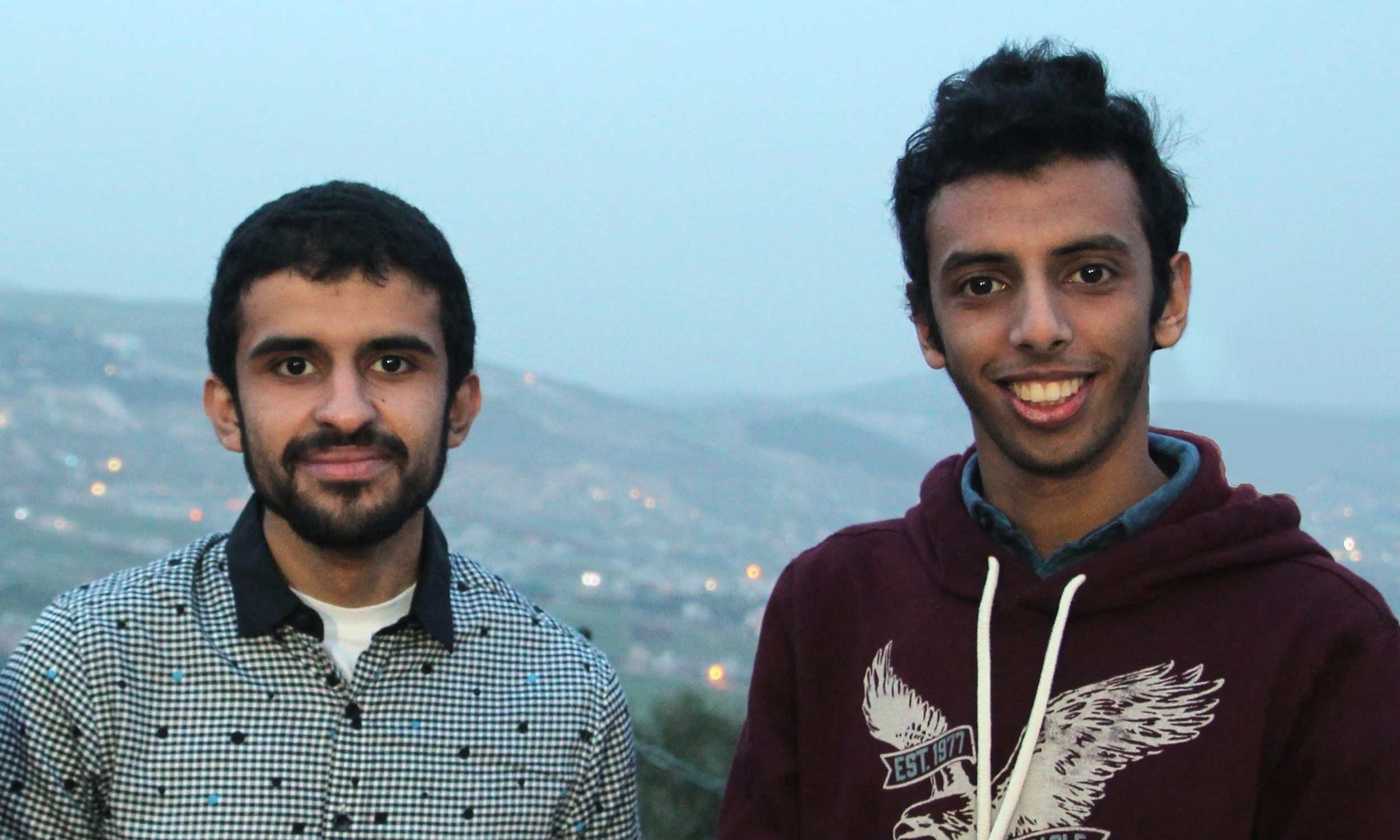
Oussama Khalid et Ziyad al-Sofiani en 2016.

Oussama Khalid (en arabe : أسامة خالد), ancien administrateur saoudien de Wikipédia en arabe, a été condamné à cinq ans d'emprisonnement en septembre 2020 pour avoir « influencé l'opinion publique » et « violé la moralité publique » en publiant des modifications « critiques à l'égard de la persécution des militants politiques dans le pays ». La peine de Khalid a été portée à trente-deux ans en septembre 2022 dans le cadre d'une campagne visant à allonger les peines des détenus politiques, selon Démocratie pour le monde arabe maintenant et SMEX, une organisation non gouvernementale libanaise,.
Ziyad al-Sofiani (en arabe : زياد السفياني), également ancien administrateur de Wikipédia en arabe, a également été accusé d'avoir « influencé l'opinion publique » et « violé la morale publique » en publiant des modifications « critiques à l'égard de la persécution des militants politiques dans le pays ». Il a été condamné en septembre 2020 à huit ans de prison,,. Il est libéré en 2025.

## Biélorussie

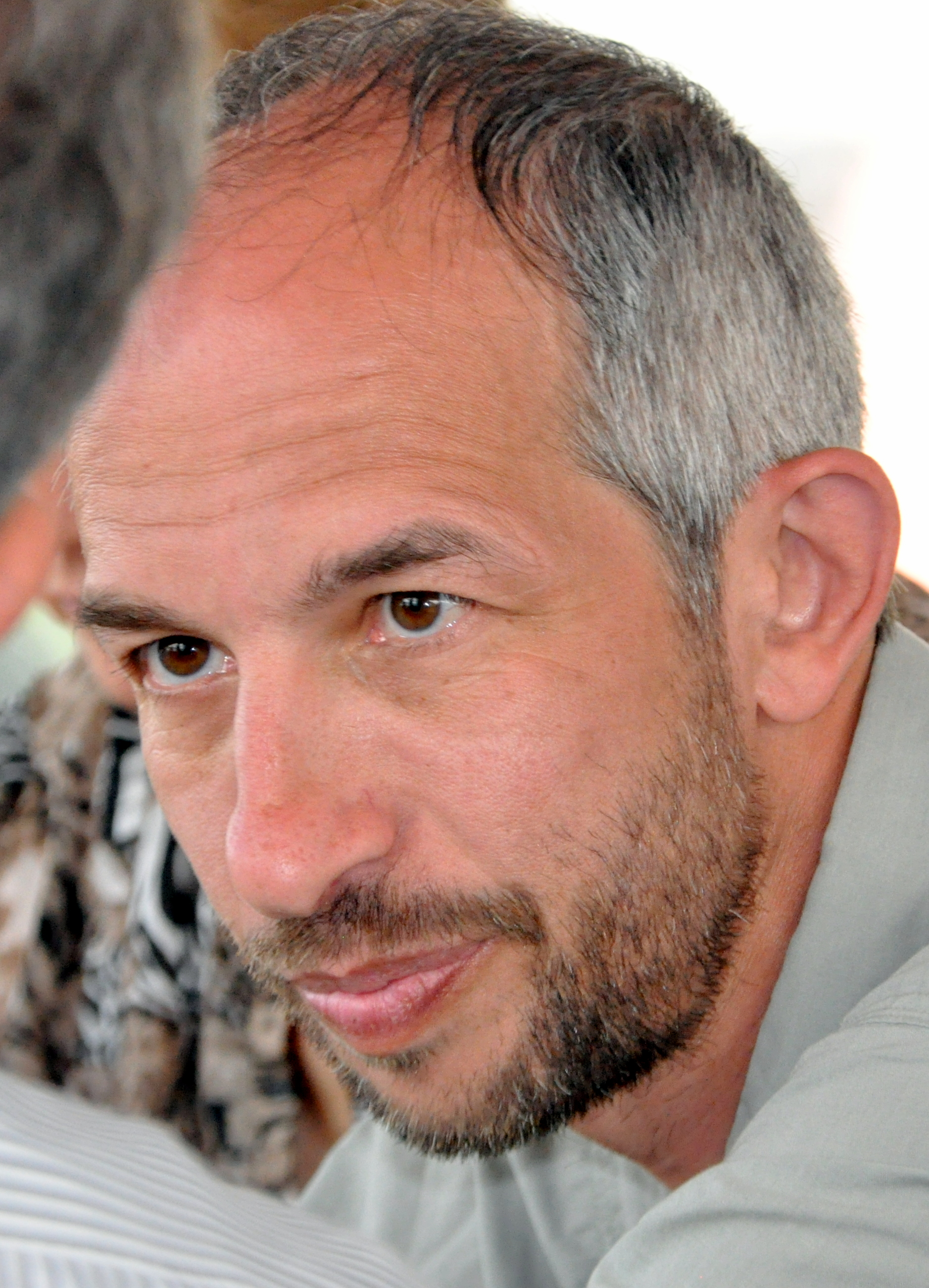
Mark Bernstein en 2013.

Mark Bernstein (en russe : Марк Израйлевич Бернштейн), rédacteur biélorusse du Wikipédia en russe, a été arrêté le 11 mars 2022 pour avoir violé les lois russes de censure de guerre de 2022 en contribuant à des articles de Wikipédia sur l'invasion russe de l'Ukraine en 2022 et condamné à quinze jours de détention et à trois ans de liberté restreinte,,.
Pavel Pernikaŭ (en biélorusse : Павел Аляксандравіч Пернікаў), rédacteur biélorusse de Wikipédia en biélorusse, a été condamné le 7 avril 2022 à deux ans de prison pour des publications en ligne « discréditant la République de Biélorussie », notamment deux modifications de Wikipédia sur la répression politique en Biélorussie,,.

## Syrie

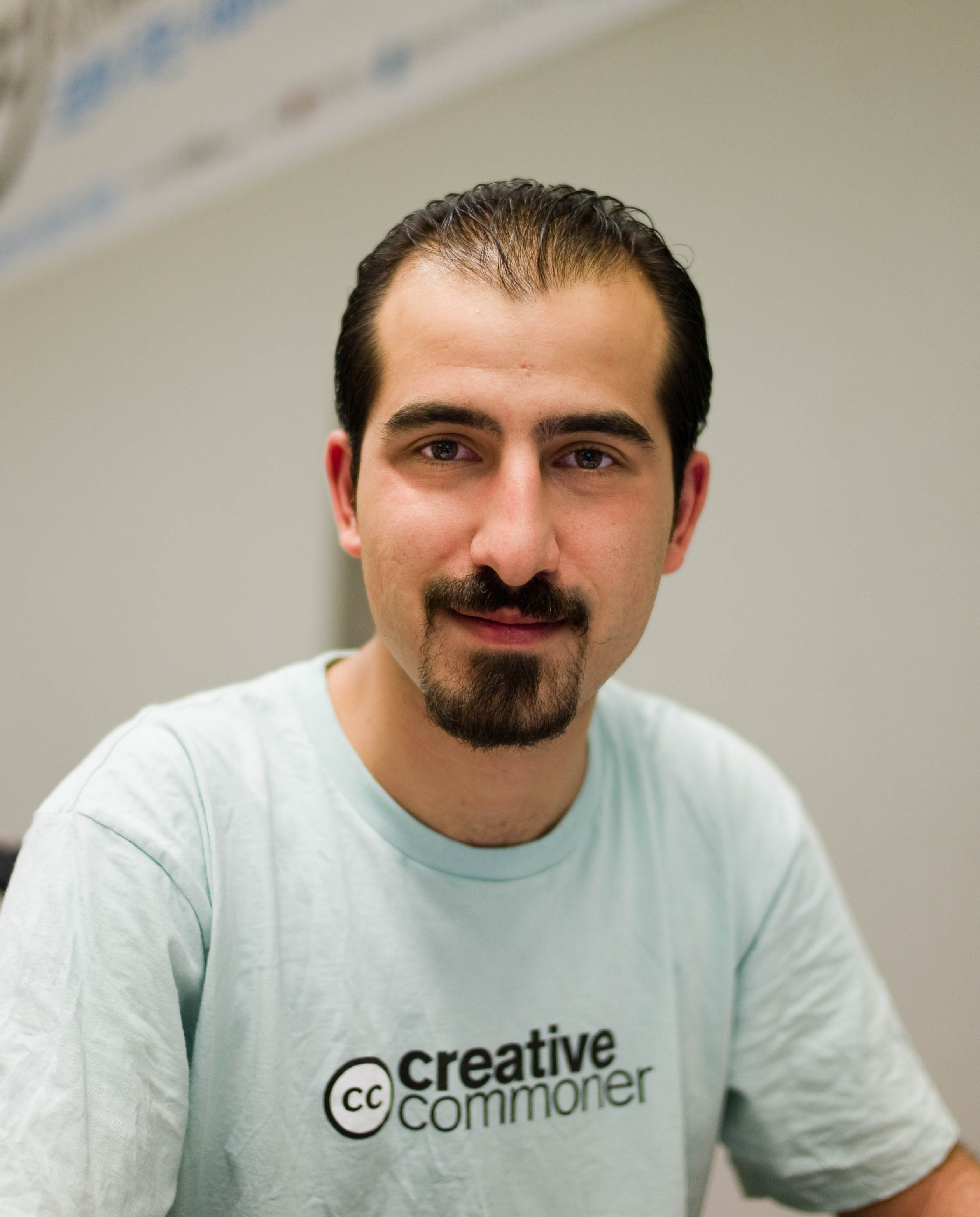
Bassel Khartabil Safadi, photographié ici en 2010 en Corée du Sud. Il a été exécuté par le gouvernement syrien en 2015.

Bassel Khartabil a contribué à un certain nombre de projets open source, notamment Wikipédia ; son arrestation en 2012 était probablement liée à son activité en ligne. Il a été exécuté à la prison d'Adra, près de Damas, en 2015. Plusieurs organisations, dont la Fondation Wikimédia, ont créé la bourse Bassel Khartabil Free Culture en son honneur en 2017, pour une période initiale de trois ans.